# Wilhelm Sternfeld
Wilhelm Sternfeld (* 1. Februar 1888 in Unna; † 26. Dezember 1973 in London) war ein deutsch-britischer Journalist, Schriftsteller und Publizist. Mit dem sogenannten Handbuch Sternfeld-Tiedemann leistete er einen wichtigen Beitrag für die Forschung zur deutschen Exilliteratur.

## Leben
Nach dem Abschluss der Oberrealschule absolvierte Wilhelm Sternfeld eine kaufmännische Ausbildung. Er meldete sich 1914 freiwillig zum Kriegsdienst und erhielt das König Ludwig-Kreuz. Er trat 1916 der SPD bei. 1918/19 diente er als Soldat in der Bayerischen Armee und war Mitglied im Soldatenrat. Er war nach dem Ersten Weltkrieg als Kaufmann tätig und arbeitete nebenher als Journalist. Ab 1921 freier Schriftsteller, arbeitete er unter anderem bei der Reichsbanner-Zeitung mit. Ab 1931 war er bei der Gemeinnützigen Siedlungs-Treuhandgesellschaft als Sekretär des Soziologen Franz Oppenheimer beschäftigt, 1933 erfolgte die Entlassung, Sternfeld floh nach Frankreich und hielt sich illegal in Paris auf, wo er am Pariser Tageblatt mitarbeitete. 1935 wurde er ausgewiesen und übersiedelte nach Prag, wo er als Redakteur für mehrere deutschsprachige Zeitungen arbeitete, unter anderem Prager Tagblatt, Prager Presse, Sozialdemokrat, Pariser Tageszeitung und Jüdische Revue.
1938 wurde Sternfeld Sekretär der Thomas-Mann-Gesellschaft, die sich vor allem dafür einsetzte, die Lage von Not leidenden Exilschriftstellern und -journalisten zu verbessern. Nach der Besetzung Prags durch deutsche Truppen im Mai 1939 flüchtete er über Polen nach England, wo er 1940 als so genannter Enemy Alien auf der Isle of Man interniert wurde. Nach seiner Freilassung wurde er Direktor der Thomas-Mann-Gruppe im Czech Refugee Trust Fund und gab mit Bernhard Menne bis 1945 deren Mitteilungsblätter heraus und arbeitete als Londoner Korrespondent der New Yorker Emigrantenzeitschrift Aufbau.
Seit 1943 war er außerdem Schatzmeister des P.E.N.-Zentrums deutschsprachiger Autoren im Ausland und von 1951 bis 1955 dessen Sekretär.
Nach Ende des Zweiten Weltkriegs arbeitete er als Korrespondent für die Welt am Sonntag und mehrere deutsche Radiostationen, setzte sich aber vor allem für in Not geratene Emigranten ein, indem er mit der Unterstützung des Bundespräsidenten Theodor Heuss und des Süddeutschen Rundfunks Spenden sammelte und Hilfsaktionen organisierte.

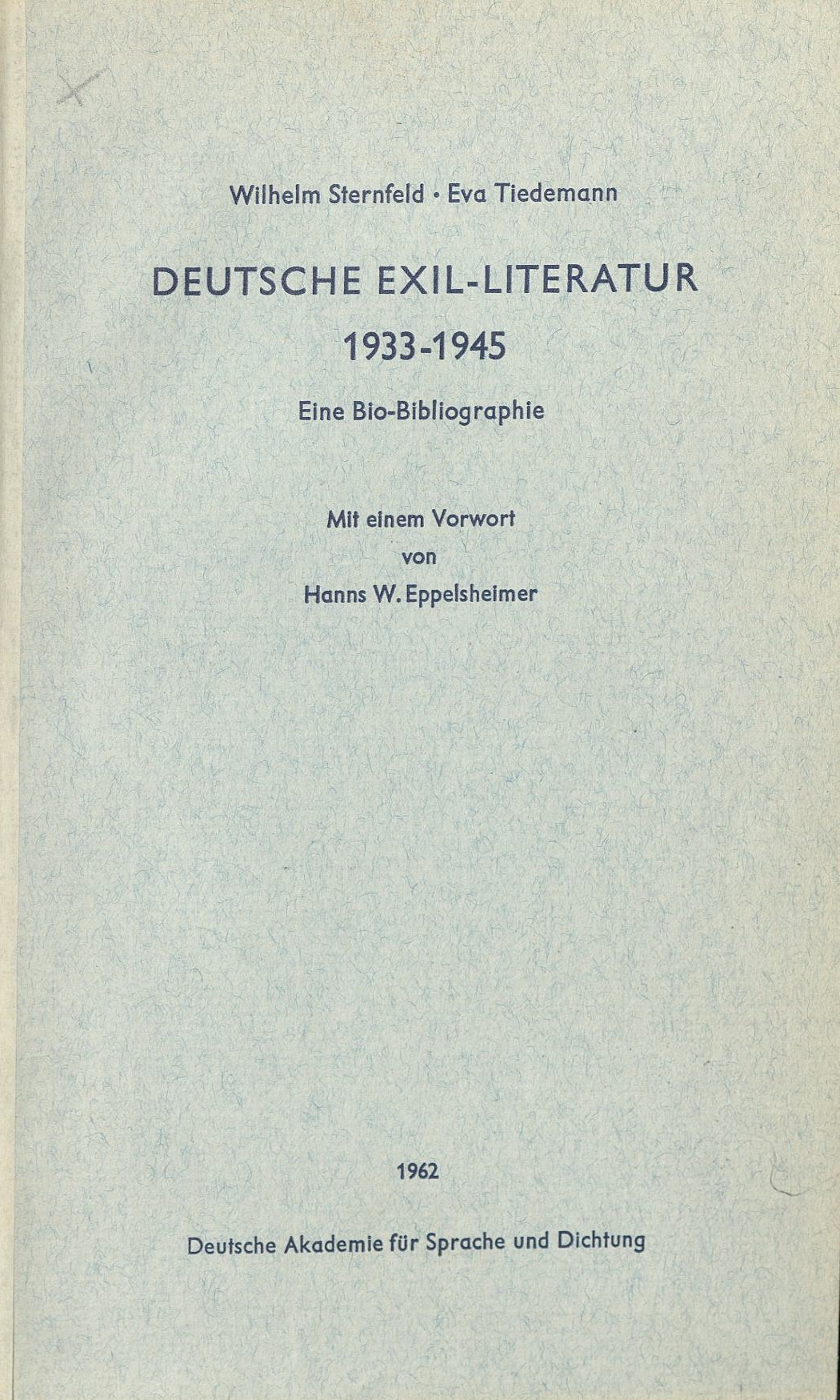
Erste Auflage (1962)

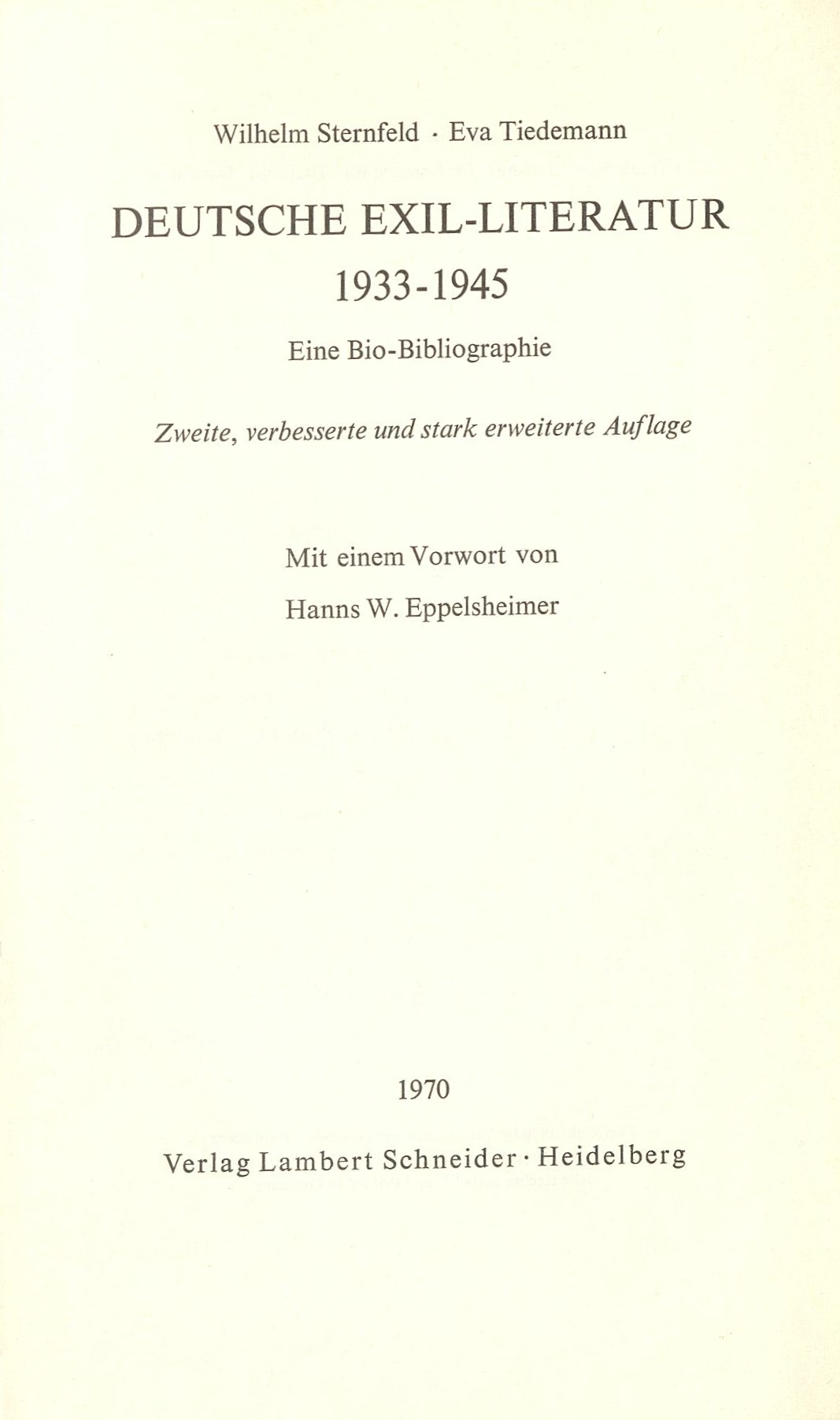
Zweite Auflage (1970)

1955 wurde Sternfeld von der Deutschen Akademie für Sprache und Dichtung mit der Erstellung einer Bibliographie der deutschen Exilliteratur beauftragt. Das von ihm und Eva Tiedemann herausgegebene Handbuch Deutsche Exilliteratur 1933–1945 wird als wichtiger Beitrag für die Exil-Forschung der sechziger Jahre gewertet. Sternfeld war zudem am Aufbau der Deutschen Nationalbibliothek in Frankfurt am Main beteiligt. Er starb am 26. Dezember 1973 in London.

## Schriften
- Wilhelm Sternfeld, Eva Tiedemann: Deutsche Exil-Literatur 1933–1945. Eine Bio-Bibliographie. Vorwort Hanns Wilhelm Eppelsheimer. Darmstadt : Deutsche Akademie für Sprache und Dichtung, 1962
  - Wilhelm Sternfeld, Eva Tiedemann: Deutsche Exil-Literatur 1933–1945. Eine Bio-Bibliographie. Vorwort Hanns Wilhelm Eppelsheimer. Zweite, verbesserte und stark erweiterte Auflage. Heidelberg : Lambert Schneider, 1970

Beiträge in Anthologien
- Hans José Rehfisch (Hrsg.): In Tyrannos. Vier Jahrhunderte Kampf gegen die Tyrannei in Deutschland. London 1944.

Als Herausgeber
- Jesse Thoor [P.K. Höfler]: Dreizehn Sonette. Stierstadt, 1958.

## Auszeichnungen
- 1958: Verdienstkreuz 1. Klasse der Bundesrepublik Deutschland
- 1968: Großes Verdienstkreuz der Bundesrepublik Deutschland
- Korrespondierendes Mitglied der Deutschen Akademie für Sprache und Dichtung in Darmstadt

## Nachlass
Der Nachlass von Wilhelm  Sternfeld mit dem Briefwechsel u. a. mit Thomas  Mann,  Erika  Mann, Katia Mann, Arthur  Koestler, Erna Pinner sowie mit Dokumenten aus Sternfelds Exilzeit, Fotografien und die Bibliothek Sternfelds mit signierten Exemplaren, u. a. von Thomas Mann befindet sich in der Deutschen Nationalbibliothek.